# Dydaktyczny System Mikroprocesorowy
Dydaktyczny System Mikroprocesorowy – urządzenie oparte na mikrokontrolerze Intel 8051 służące do nauki programowania mikrokontrolerów 8051 i kompatybilnych.
Urządzenie zawiera następujące elementy:
- mikrokontroler 8051
- pamięć RAM
- port RS232
- porty I/O analogowe i cyfrowe
- wyświetlacz alfanumeryczny LCD 2 linie po 16 znaków
- wyświetlacz siedmiosegmentowy LED
- klawiatura matrycowa 16 klawiszy (pod pewnym adresem w przestrzeni adresowej są dwa bajty, których wartość odpowiada stanowi wszystkich klawiszy)
- klawiatura sekwencyjna 6 klawiszy (powiązana z wyświetlaczem siedmiosegmentowym, określa się z góry konkretny klawisz i zwracany bit określa, czy dany klawisz jest wciśnięty)
- dioda LED „TEST” i brzęczyk
- watchdog

System jest opracowany i produkowany w Polsce przez firmę MicroMade i jest zalecany przez MEN jako środek dydaktyczny. Używany jest w szkołach średnich o profilu elektronicznym, informatycznym itp. oraz w uczelniach wyższych. Urządzenie jest mało popularne z powodu wysokiej jego ceny, prawie 2000 zł brutto.
Do urządzenia jest dołączony program, który umożliwia programowanie mikrokontrolera wykorzystując port RS232 (obsługuje pliki Intel HEX) oraz asembler, który umożliwia generowanie plików Intel HEX na podstawie plików ASM z kodem asemblera 8051.
Istnieje prosty symulator DSM-51 o nazwie „Jagoda”, który można bez trudu znaleźć w internecie, jednak on ma spore ograniczenia uniemożliwiające tworzenie i testowanie większych projektów. Można wczytać maksymalnie ok. 2-3 kb kodu źródłowego, brak obsługi plików Intel HEX. Program jest przeznaczony dla Windows 3.1.